# Jonathan Hyde
Jonathan Stephen Geoffrey King, ismertebb nevén Jonathan "Nash" Hyde (Brisbane, 1948. május 21. –) ausztrál-brit színész.
Az 1990-es évek folyamán olyan filmekben tűnt fel, mint a Richie Rich – Rosszcsont beforr (1994), a Jumanji (1995), J. Bruce Ismay megformálójaként a Titanic (1997), valamint A múmia (1999).
2002-ben a Dinotópia című fantasysorozatban alakította Waldo polgármestert. 2014–2017 között a The Strain – A kór egyik főszereplője volt.

## Filmográfia

### Film
| Év   | Magyar cím                             | Eredeti cím                      | Szerep                          | Magyar hang      |
| ---- | -------------------------------------- | -------------------------------- | ------------------------------- | ---------------- |
| 1979 |                                        | Phoelix                          | Napier                          |                  |
| 1985 |                                        | An Indecent Obsession            | Neil Parkinson                  |                  |
| 1986 | Caravaggio                             | Caravaggio                       | Baglione                        |                  |
| 1994 | Ember a talpán                         | Being Human                      | Francisco                       | Melis Gábor      |
| 1994 | Haláli füles                           | Deadly Advice                    | George Joseph Smith             |                  |
| 1994 | Richie Rich – Rosszcsont beforr        | Richie Rich                      | Herbert Arthur Runcible Cadbury | Tordy Géza       |
| 1995 | Jumanji                                | Jumanji                          | Samuel Parrish                  | Végvári Tamás    |
| 1995 | Jumanji                                | Jumanji                          | Van Pelt                        | Fodor Tamás      |
| 1997 | Titanic                                | Titanic                          | J. Bruce Ismay                  | Melis Gábor      |
| 1997 | Anakonda                               | Anaconda                         | Warren Westridge                | Fazekas István   |
| 1999 | A múmia                                | The Mummy                        | Dr. Allen Chamberlain           | Varga T. József  |
| 2000 |                                        | Eisenstein                       | Meyerhold                       |                  |
| 2001 | A panamai szabó                        | The Tailor of Panama             | Cavendish                       | Tarján Péter     |
| 2002 | Porszívók                              | Vacuums                          | Edwin Snipe                     |                  |
| 2006 | Kalandtúra                             | The Contract                     | Turner                          | Jakab Csaba      |
| 2006 | Vakok földjén                          | Land of the Blind                | Smith                           | Cs. Németh Lajos |
| 2015 | Bíborhegy                              | Crimson Peak                     | Ogilvie                         | Dunai Tamás      |
| 2016 |                                        | FirstBorn                        | Alistair                        |                  |
| 2017 | Lélegzetvétel                          | Breathe                          | Dr. Entwistle                   |                  |
| 2021 | Trollvadászok: A titánok felemelkedése | Trollhunters: Rise of the Titans | Walt Strickler (hangja)         |                  |
| 2024 |                                        | Sebastian                        | Nicholas D'Avray                |                  |
| 2024 |                                        | Hamlet: Ian McKellen             | Claudius                        |                  |
| 2024 | A brutalista                           | The Brutalist                    | Leslie Woodrow                  | Varga T. József  |

### Televízió
| Év        | Magyar cím                                | Eredeti cím                                       | Szerep                                               | Megjegyzések                                              |
| --------- | ----------------------------------------- | ------------------------------------------------- | ---------------------------------------------------- | --------------------------------------------------------- |
| 1978      |                                           | The Professionals                                 | Tommy                                                | 1 epizód                                                  |
| 1985–1990 |                                           | Screen Two                                        | Nottingham seriffje / Vincent Stott / Wilson Barrett | 3 epizód                                                  |
| 1985      |                                           | A.D.                                              | Tigelino                                             | minisorozat                                               |
| 1985      |                                           | Honour, Profit and Pleasure                       | Aaron Hill                                           | tévéfilm                                                  |
| 1989      |                                           | Shadow of the Noose                               | Edward Marshall Hall                                 | főszereplő (8 epizód)                                     |
| 1990      | Megölni Hitler                            | The Plot to Kill Hitler                           | Joseph Goebbels professzor                           | tévéfilm                                                  |
| 1994      | Sherlock Holmes emlékiratai               | The Dying Detective                               | Culverton Smith                                      | minisorozat                                               |
| 1994      |                                           | Cadfael                                           | Lord Godfrid Picard                                  | 1 epizód                                                  |
| 1994      | A kémek visszatérnek                      | I Spy Returns                                     | Caesar Baroodi                                       | - tévéfilm - magyar hangja: - Csankó Zoltán               |
| 1995      |                                           | Bliss                                             | Dr. Oliver Pleasance                                 | tévéfilm                                                  |
| 1996      |                                           | A Touch of Frost                                  | Dr. Keith Michaelson                                 | 1 epizód                                                  |
| 2000      | Koldus és királyfi                        | The Prince and the Pauper                         | Lord Hertford                                        | - tévéfilm - magyar hangja: - Helyey László               |
| 2001      | Attila, Isten ostora                      | Attila                                            | Flavius Felix                                        | - minisorozat (2 epizód) - magyar hangja: - Jakab Csaba   |
| 2001      | A tolvajok hercegnője                     | Princess of Thieves                               | János herceg                                         | tévéfilm                                                  |
| 2002      | Kisvárosi gyilkosságok                    | Midsomer Murders                                  | Frank Smythe-Webster                                 | 1 epizód                                                  |
| 2002      | Dinotópia                                 | Dinotopia                                         | Waldo polgármester                                   | 8 epizód                                                  |
| 2004      | Sherlock Holmes és a selyemharisnya esete | Sherlock Holmes and the Case of the Silk Stocking | George Pentney                                       | tévéfilm                                                  |
| 2006      | A fáraó bosszúja                          | The Curse of King Tut's Tomb                      | Morgan Sinclair                                      | - tévéfilm - magyar hangja: - Bács Ferenc - Csernák János |
| 2008      |                                           | King Lear                                         | Kent                                                 | tévéfilm                                                  |
| 2011      | Kémvadászok                               | Spooks                                            | Ilya Gavrik                                          | 6 epizód                                                  |
| 2013      | Foyle háborúja                            | Foyle's War                                       | Galt ezredes                                         | 1 epizód                                                  |
| 2013      | Oxfordi gyilkosságok                      | Endeavour                                         | Sir Edmund Sloan                                     | 1 epizód                                                  |
| 2014–2017 | The Strain – A kór                        | The Strain                                        | Eldritch Palmer / Mester                             | főszereplő (46 epizód)                                    |
| 2016      |                                           | Tokyo Trial                                       | William Webb                                         | minisorozat                                               |
| 2016–2018 | Trollvadászok                             | Trollhunters: Tales of Arcadia                    | Walt Strickler (hangja)                              | 42 epizód                                                 |
| 2018      | Hárman a Földön: Arcadia meséi            | 3Below: Tales of Arcadia                          | Walt Strickler (hangja)                              | 1 epizód                                                  |
| 2023      | A Korona                                  | The Crown                                         | Norfolk hercege                                      | 1 epizód                                                  |

## Fordítás
- Ez a szócikk részben vagy egészben  a   Jonathan Hyde című angol Wikipédia-szócikk fordításán alapul.  Az eredeti cikk szerkesztőit annak laptörténete sorolja fel. Ez a jelzés csupán a megfogalmazás eredetét és a szerzői jogokat jelzi, nem szolgál a cikkben szereplő információk forrásmegjelöléseként.